# قاضی‌پور (بنگلادش)
قاضی‌پور (به لاتین: Gazipur) شهری در بنگلادش است که در ناحیه قاضی‌پور واقع شده‌است. قاضی‌پور ۱٬۱۹۹٬۲۱۵ نفر جمعیت دارد و ۳۴ متر بالاتر از سطح دریا واقع شده‌است.